# Talyshgebergte
Het Talyshgebergte (Perzisch: کوههای تالش, Kuha: e Ta:lesh, Azerbeidzjaans: Talış dağları) is een 100 km lange bergketen in het noordwesten van Iran en in het zuidoosten van Azerbeidzjan. Het strekt zich uit van de vlakte van Lənkəran tot het onderste deel van de rivier Sefid Rud in het noordwesten van Iran. De keten draagt dezelfde naam als het volk Talysh dat er woont.
De hoogste top is de Kyomurkyoj met 2477 meter. Op de oostelijke flanken heerst tot 600 meter een vochtig subtropisch klimaat, vanaf 600 meter een gematigd zeeklimaat en op de bergtoppen een vochtig continentaal klimaat, met 1600 tot 1800 mm/jaar neerslag. Daarmee is de bergketen de vochtigste streek van Azerbeidzjan en Iran. Tot 600 m groeit Kaspisch Hyrcania gemengd bos, daarboven groeit bergvegetatie.